# Belagerung von Tyros (1187)
Montgisard – Jakobsfurt – Karak (I) – Cresson – Karak (II) – Hattin – Jerusalem – Tyrus – Belvoir
Die Belagerung von Tyrus (auch Tyros) fand vom 12. November 1187 bis 1. Januar 1188 im Rahmen der Eroberung des Königreich Jerusalem durch die Ayyubiden unter Sultan Saladin statt. Dabei gelang es den Verteidigern unter Konrad von Montferrat mit der Stadt Tyrus den letzten verbliebenen Hafen des Königreichs Jerusalem gegen Saladin zu verteidigen.

## Vorgeschichte
Am 4. Juli 1187 hatte Saladin die vereinigten Streitkräfte der Kreuzfahrerstaaten in der Schlacht bei Hattin vernichtend geschlagen. Der König von Jerusalem, Guido von Lusignan, sowie die meisten seiner Barone und Ritter, und ein Großteil der waffenfähigen Männer waren in muslimische Gefangenschaft geraten oder getötet worden. Saladin machte sich anschließend sogleich daran, die nun oft führerlosen und kaum verteidigten Burgen und Städte der Kreuzfahrer zu erobern. Garnisonen, die sich ergaben, gewährte er zumeist freien Abzug, wodurch viele Plätze kampflos an Saladin übergingen. Schnell hatte Saladin die Hafenstädte Akkon (10. Juli 1187), Sidon (27. Juli 1187) und Beirut (6. August 1187). Nach der Einnahme Beiruts wandte sich Saladin Tyrus zu. In dieser zur Krondomäne des Königs von Jerusalem gehörenden Hafenstadt hatte Raimund III. von Tripolis, der aus Hattin entkommen war, als ranghöchster verbliebener Magnat das Kommando übernommen. Als sich Saladins Heer näherte, zog sich Raimund auf seine Besitzungen nach Tripolis zurück, wo er wenige Wochen später starb. Unter der Bevölkerung der nun führerlosen Stadt bestand nun Uneinigkeit über die Führung und das weitere Vorgehen. Eine Partei unter dem ebenfalls aus Hattin entkommenen Rainald von Sidon verhandelte mit einer Delegation Saladins bereits über die Übergabe der Stadt, während sich der am 14. Juli 1187 mit einem kleinen Gefolge Soldaten auf einem genuesischen Schiff eingetroffene Konrad von Montferrat an die Spitze der Partei stellte, die zur Verteidigung der Stadt motiviert war. Offenbar setzte sich Konrad von Montferrat durch und als Saladin im August 1187 mit einem Teil seines Heeres vor Tyrus eintraf, kapitulierte die Stadt entgegen dessen Erwartungen nicht. Als Saladin nach ersten Scharmützeln klar wurde, dass er Tyrus nicht schnell einnehmen konnte, entschied er sich zunächst gegen eine Belagerung und zog mit seinem Heer Richtung Süden weiter, wo er andere dringliche Ziele belagerte und einnahm, so insbesondere am 5. September Askalon und am 2. Oktober Jerusalem.
Rainald von Sidon verließ zwischenzeitlich Tyrus, um die Verteidigung seiner Burg Belfort zu organisieren, und Konrad von Montferrat übernahm die Führung der Verteidiger der Stadt. Die Stadtfestung verfügte über einen doppelten Mauerring und war kompakt auf einer Insel gelegen, die auf dem Landweg nur über einen 332 v. Chr. von Alexander dem Großen angelegten Damm zugänglich war. Zudem verfügte die Stadt über einen Tiefwasserhafen, der durch Mauern und eine Hafenkette geschützt war. Konrad von Montferrat ließ die Wehranlagen der Stadt insbesondere dadurch verstärken, dass er einen tiefen Graben durch den Damm, der die Stadt mit dem Ufer verband, graben ließ, so dass dieser wieder von Meerwasser durchspült wurde und der Zugang für Feinde auf dem Landweg maximal erschwert wurde.
Vermutlich im September 1187 ließ Saladin Konrad dessen den bei Hattin gefangengenommenen Vater Wilhelm V. von Montferrat präsentieren, dessen Freilassung sowie weitere Belohnungen er ihm für die Übergabe der Stadt anbot. Konrad wies diese Angebote brüsk zurück.
Als einzige verbliebene größere Hafenstadt des Königreich Jerusalem sammelte sich in Tyrus neben tausenden christlichen Flüchtlingen auch der Großteil der verbliebenen kampffähigen Garnisonssoldaten aus anderen Burgen und Städten, die von Saladin freien Abzug erhalten hatten. Von diesen schifften sich die allerwenigsten, wie sich Saladin vielleicht erhofft hatte, schnell nach Europa ein – das war logistisch überhaupt nicht möglich –, sondern ballten sich in der Küstenstadt zusammen, die dadurch umso
wirkungsvoller verteidigt werden konnte.
Im November 1187 hatte Saladin mit Ausnahme von Tyrus, der Johanniterburg Belvoir und den Burgen Karak und Montreal in Oultrejordain alle wichtigen Städte und Burgen Königreich Jerusalem unter seiner Kontrolle und wandte sich nun erneut Tyrus zu. Am 12. oder 13. November 1187 traf Saladin mit ersten Abteilungen seines Heeres ein und begannen mit der Abriegelung der Stadt. Am 25. November traf der Haupttross von Saladins Heer ein, der vorgefertigte Belagerungsmaschinen mitbrachte.

## Die Belagerung
Der Kampf war hart. Saladins Armee verfügte über mindestens vierzehn Belagerungsmaschinen, vermutlich Steinwurfmaschinen wie Mangonels, die die Stadtmauern ständig beschossen und die Verteidiger auf den Mauern in Deckung zwangen.
Wenn sich die Angreifer auf den zur Stadt führenden Damm begaben, ließ Konrad sie mit kleinen, speziell gebauten, Barbotes genannten Booten beschießen, die wegen ihres geringen Tiefgangs sehr nahe heranfahren und von beiden Seiten zugleich angreifen konnten. Auf ihnen befanden sich Bogen- und Armbrustschützen, die aus der Deckung von Barrieren aus Holz und Rohhaut heraus den Feind unter Beschuss nahmen. Zugleich führten die Verteidiger gelegentliche Frontalausfälle auf den Damm hinaus, die sich als verheerend erfolgreich erwiesen. Bei diesen Ausfällen scheint sich ein spanischer Ritter namens Sancho Martin besonderen Eindruck gemacht zu haben, der angeblich ein Hirschgeweih am Helm getragen haben soll und aufgrund der Farbe seiner Rüstung der „Grüne Ritter“ genannt wurde. Offenbar wusste Konrad bei der Verteidigung der Stadt allerhand erfolgreiche Kriegslisten anzuwenden und wurde dafür nach und nach berüchtigt, die Glaubwürdigkeit der hierzu im Detail überlieferten, teils abenteuerlich ausgeschmückten Episoden ist jedoch umstritten.
Nach anfänglichen Misserfolgen rief Saladin eine Galeerenflotte aus Ägypten herbei, die einen Sperrgürtel um den Hafen legte. Dieser erwies sich als sehr wirkungsvoll. Nur einem einzigen Schiff der Verteidiger gelang der Ausbruch nach Tripolis. Raimund III. aus Tripolis schickte daraufhin Verstärkungen, denen es jedoch nicht die erfolgreiche Rückkehr in den Hafen gelang.
In der Nacht vom 29. auf den 30. Dezember war ein zweiter Versuch, die Blockade zu durchbrechen, diesmal mit mehreren Galeeren, nicht nur erfolgreich, sondern erwischte die ägyptischen Flotte offenbar derart kalt, dass bei den Kämpfen der Großteil der Galeeren vernichtet oder gekapert werden konnte. Noch während sich die Verteidiger mit ihren kleinen Booten am Seegefecht beteiligten, erkannte Saladin wohl sofort den Ernst der Lage und befahl eine sofortigen Sturmangriff auf die Stadttore, solange sich der
Großteil der Verteidiger noch auf dem Meer befand. Diese Angriffe wurden am 1. Januar zurückgeschlagen, wobei die Verteidiger in einem Ausfall bis weit auf den Damm vordrangen und dabei womöglich sogar einige der Belagerungsmaschinen verbrannten.
Nach der verlorenen Seeschlacht am 30. Dezember ließ sich die Blockade nicht mehr aufrechterhalten und eine weitere Belagerung war mit der nun wiedereröffneten Versorgung
mit Nahrung, Verstärkungen und Kriegsgerät aller Voraussicht nach hoffnungslos. Daher berief Saladin seine Emire ein, um zu besprechen, ob sie sich zurückziehen oder es weiter versuchen sollten. Die Meinungen gingen auseinander, vermutlich angesichts der schwindenden Moral seiner Truppen, ließ er die Belagerung am 1. Januar 1188 abbrechen. Am 3. Januar 1188 ließ er die zurückgelassenen Belagerungsmaschinen verbrennen und zog sich mit seinem persönlichen Gefolge nach Akkon zurück, während er die Feudalaufgebote seines Heeres aus Syrien, Mesopotamien und Ägypten über den Winter in ihre jeweilige Heimat entließ.

## Bedeutung und Folgen
Das Scheitern der Belagerung von Tyrus war eine entscheidender Rückschlag für Saladin. Zwar konnte er bis Januar 1189 alle übrigen Städte und Burgen des Königreichs Jerusalem einnehmen (mit Ausnahme nur der Burg Belfort, die erst am 22. April 1190 kapitulierte). Mit einem Feldzug im Jahr 1188 reduzierte er die Grafschaft Tripolis auf die Stadt Tripolis, einen Turm in Tartus und die kleine Templerburg Safita sowie die große Johanniterburg Krak des Chevaliers und das Fürstentum Antiochia auf die Stadt Antiochia, die Johanniterburg Margat und die kleine Templerburg Roche Guillaume. Den Kreuzfahrern verblieb jedoch mit Tyrus ein wichtiger Hafen, der als sicherer Anlandepunkt für Verstärkungen auf dem Seeweg fungieren konnte und der die mit der Belagerung von Akkon ab August 1189 und dem Dritten Kreuzzug beginnende teilweise Rückeroberung der verlorenen Gebiete durch die Kreuzfahrer erst ermöglichte.